# St. Martin (Pfaffenhofen an der Zusam)

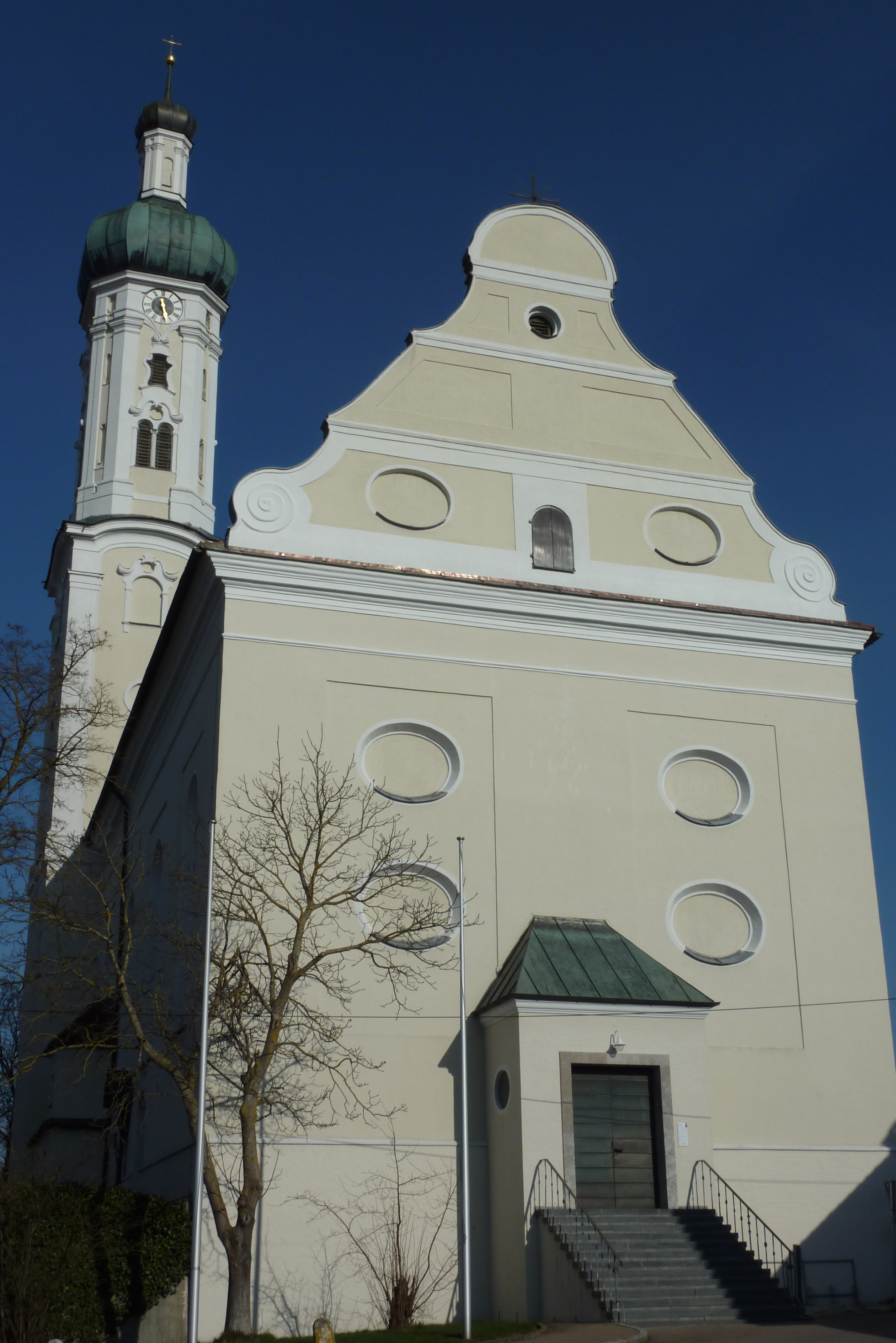
St. Martin in Pfaffenhofen an der Zusam, Westfassade mit Zwiebelturm und Laterne

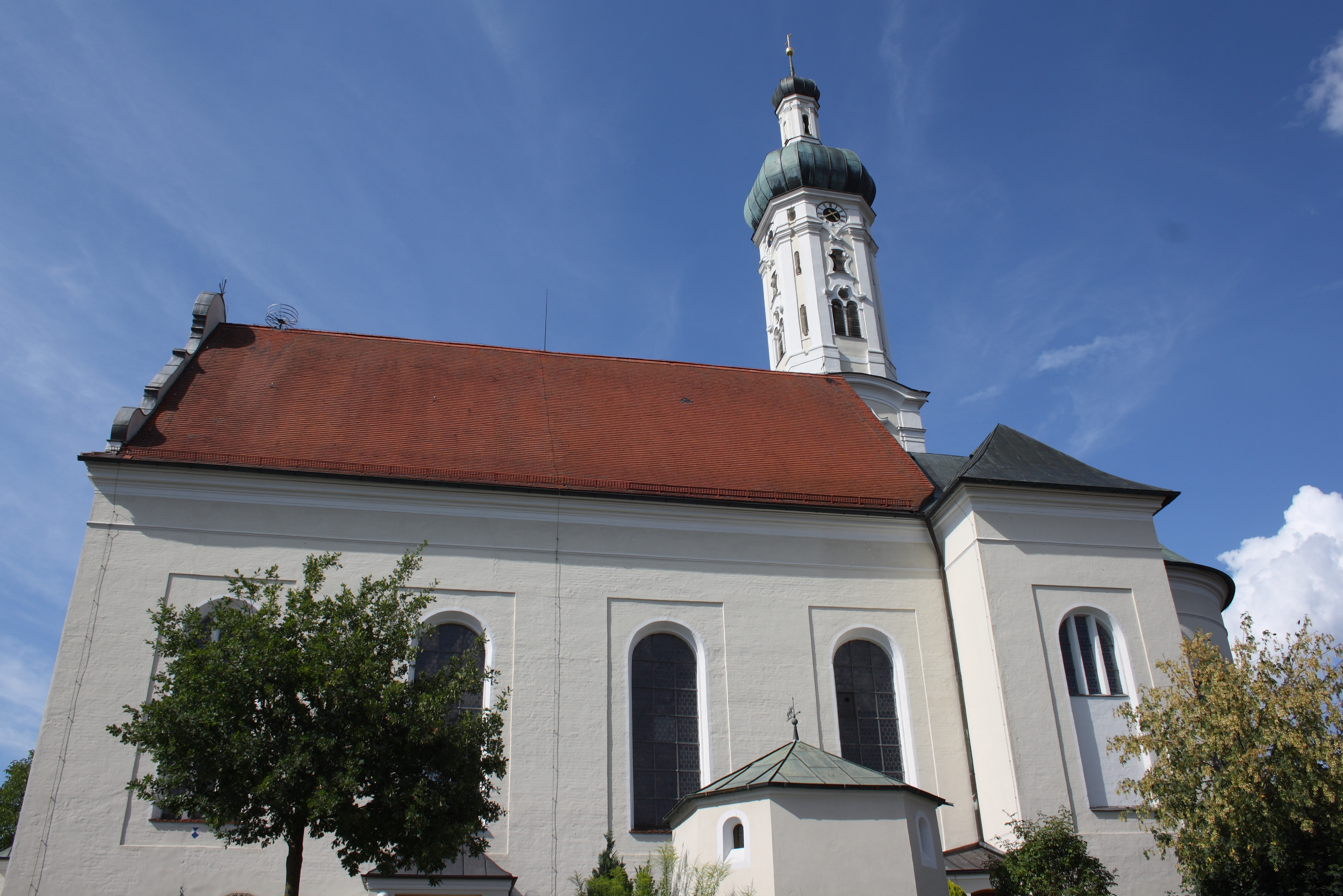
Ansicht von Süden

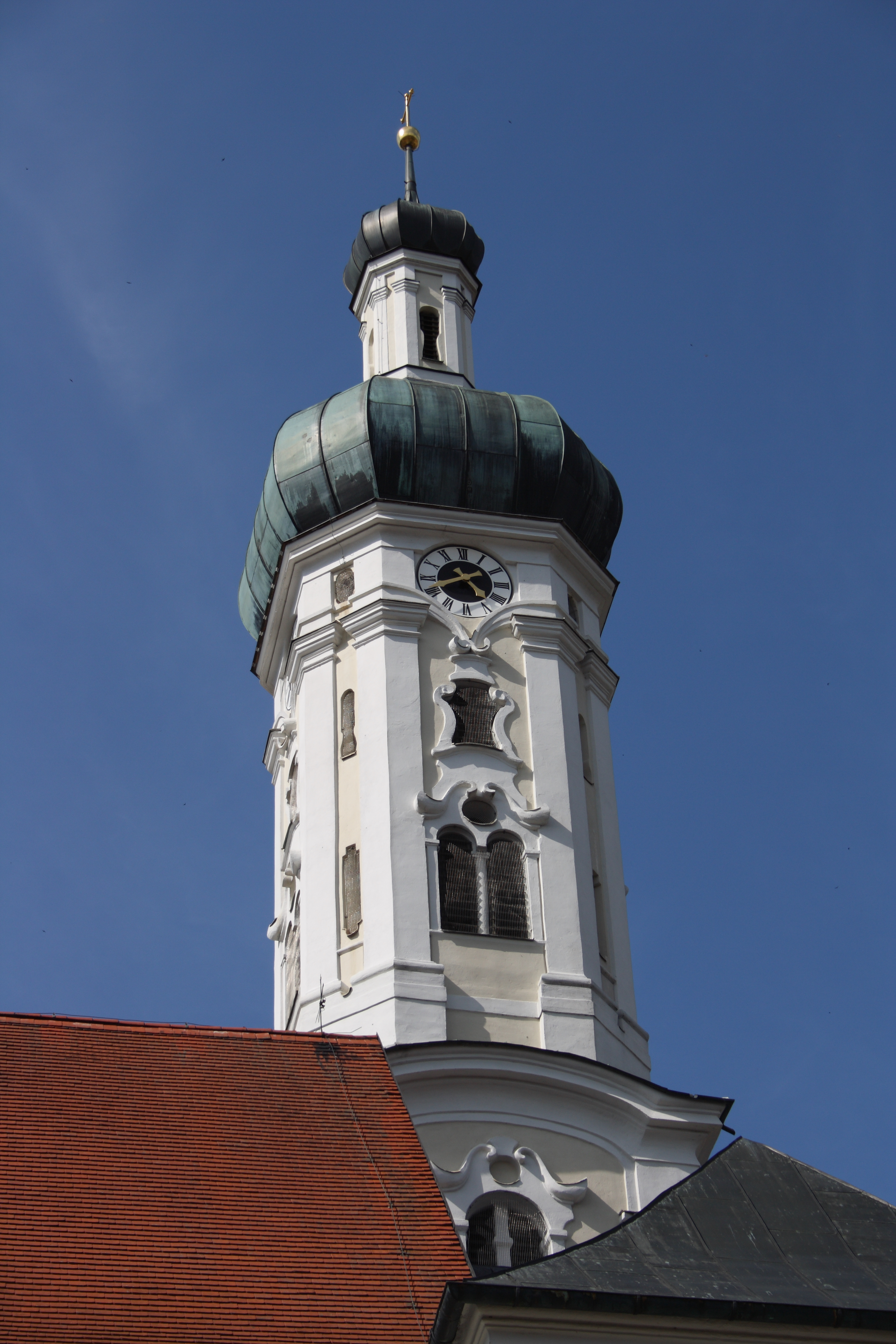
Turm mit Zwiebelhaube und Laterne

St. Martin ist die katholische Pfarrkirche von Pfaffenhofen an der Zusam, einem Ortsteil der Gemeinde Buttenwiesen im Landkreis Dillingen an der Donau, der zum bayerischen Regierungsbezirk Schwaben gehört. Wegen ihrer ungewöhnlichen Größe und ihrer erhöhten Lage, durch die sie von weitem zu sehen ist, wird die Pfarrkirche St. Martin auch als Zusamdom bezeichnet.

## Geschichte
Die Kirche ist dem heiligen Martin von Tours geweiht, der besonders von den Franken verehrt wurde. Aus diesem Grund wird die Entstehung der Kirche und der Siedlung Pfaffenhofen auf die Zeit der Christianisierung unter fränkischer Herrschaft zurückgeführt. Durch eine Schenkung des Augsburger Bischofs Gebehard (996–1001) gelangte Pfaffenhofen an das Augsburger adelige Damenstift St. Stephan, in dessen Besitz es bis zur Säkularisation 1802/03 blieb. Bis 1859 bzw. 1861 gehörten die beiden Nachbarorte Unter- und Oberthürheim zur Pfarrei Pfaffenhofen. Die heutige Kirche wurde 1722/1724 durch den Wessobrunner Baumeister und Stuckateur Joseph Schmuzer erbaut, der auch die Klosterkirchen von Irsee, Ettal und Rottenbuch schuf. 1739 wurde der Kirchturm erhöht.

## Sauwallfahrt
Zwischen Pfaffenhofen und Unterthürheim stand bis 1806 eine Kapelle, die dem heiligen Sylvester (335 in Rom gestorben) geweiht und Ziel einer Wallfahrt war, die als Seifest gefeiert wurde. Sei ist sowohl die mundartliche Version für den Namen Sylvester als auch für das Wort Säue. Der heilige Sylvester gilt als Schutzpatron der Haustiere und die Wallfahrt nach Pfaffenhofen wurde als Sauwallfahrt gedeutet. Schweinefüße wurden als Votivgaben geopfert und der heilige Sylvester wurde als Sauheiliger verehrt. Die ursprüngliche Wallfahrt richtete sich wahrscheinlich an den heiligen Antonius, der meist mit einem Schwein dargestellt wird und dessen Figur in der alten Kapelle neben der des heiligen Sylvester stand. Nach dem Abbruch der Kapelle wurde die Wallfahrt auf die Pfarrkirche übertragen.

## Architektur

### Außenbau
Im nördlichen Chorwinkel steht der 57 Meter hohe, sich in drei Abschnitten verjüngende Turm, den eine Zwiebelhaube mit Laterne krönt. Die unteren, quadratischen Geschosse sind noch aus dem 14. Jahrhundert erhalten. Sie sind mit einem Zahnfries und wie die oberen Stockwerke mit Ecklisenen versehen. Im oberen, oktogonalen Abschnitt sind die Schallöffnungen als Zwillingsfenster und Bassgeigenfenster gestaltet, die in von Voluten gefassten Feldern eingebunden sind.
Die Westfassade mit dem über Stufen angelegten Vorzeichen ist durch große Blendfelder mit querovalen blinden Fensternischen geprägt. Sie besitzt einen durch Gesimse gegliederten Volutengiebel, der mit einem Segmentbogenfeld abgeschlossen ist. Eine Figurennische und ein Rundfenster durchbrechen den Giebel in seiner Mittelachse.

### Innenraum

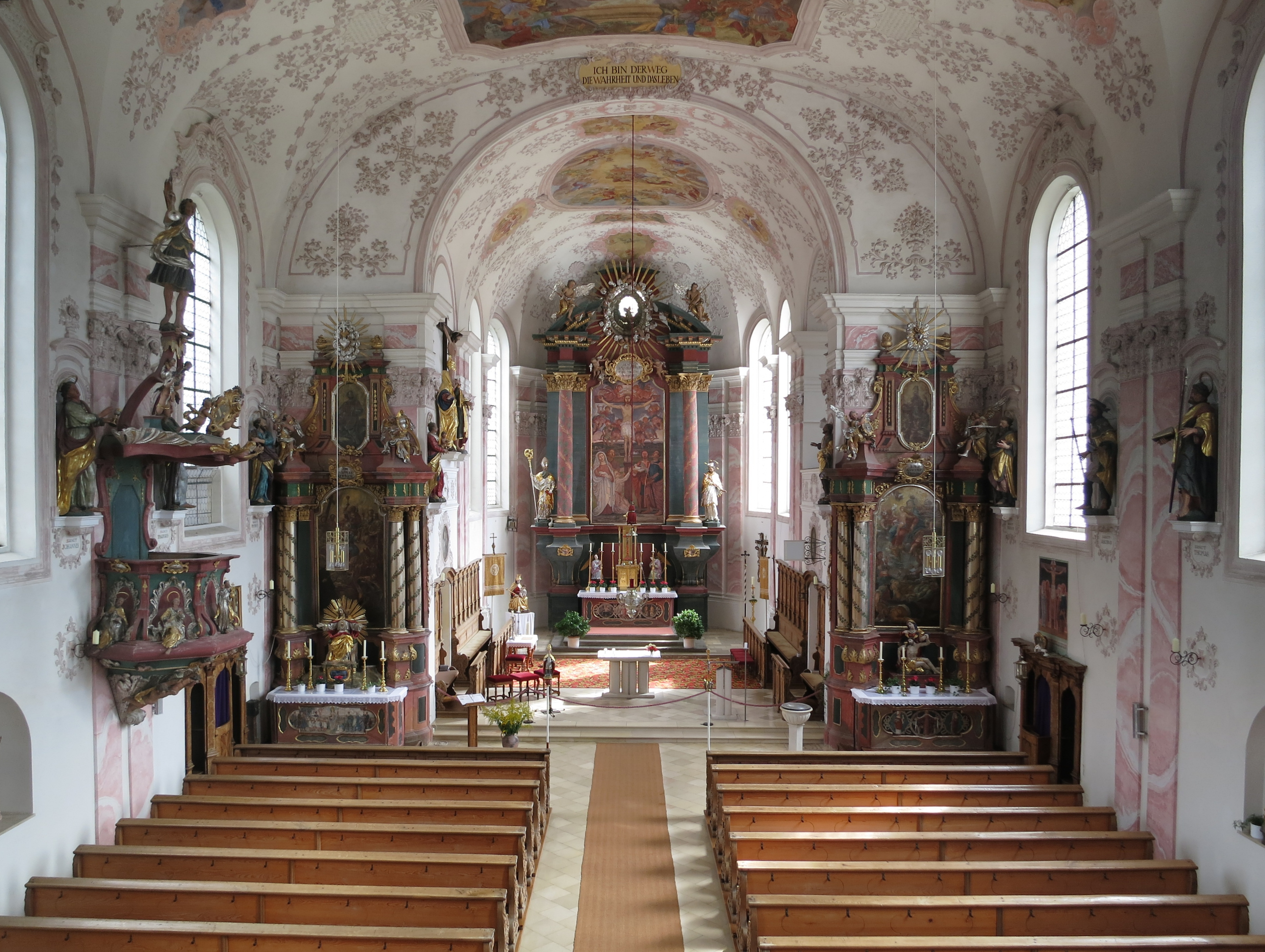
Innenraum

Die Kirche ist einschiffig. Der Stuckdekor der Kirche ist ein Werk des Wessobrunner Baumeisters Joseph Schmuzer. Das Langhaus besitzt eine zentrale Flachkuppel mit Fresken des Dillinger Malers Anton Wenzeslaus Haffe, auf den auch die anderen Fresken der Kirche wie die der Kuppel des Chores zurückgehen. Aus der Nachkriegszeit stammt das Hochaltargemälde. Es wurde von Franz Klemmer, einem Schüler von Hugo von Habermann, geschaffen.

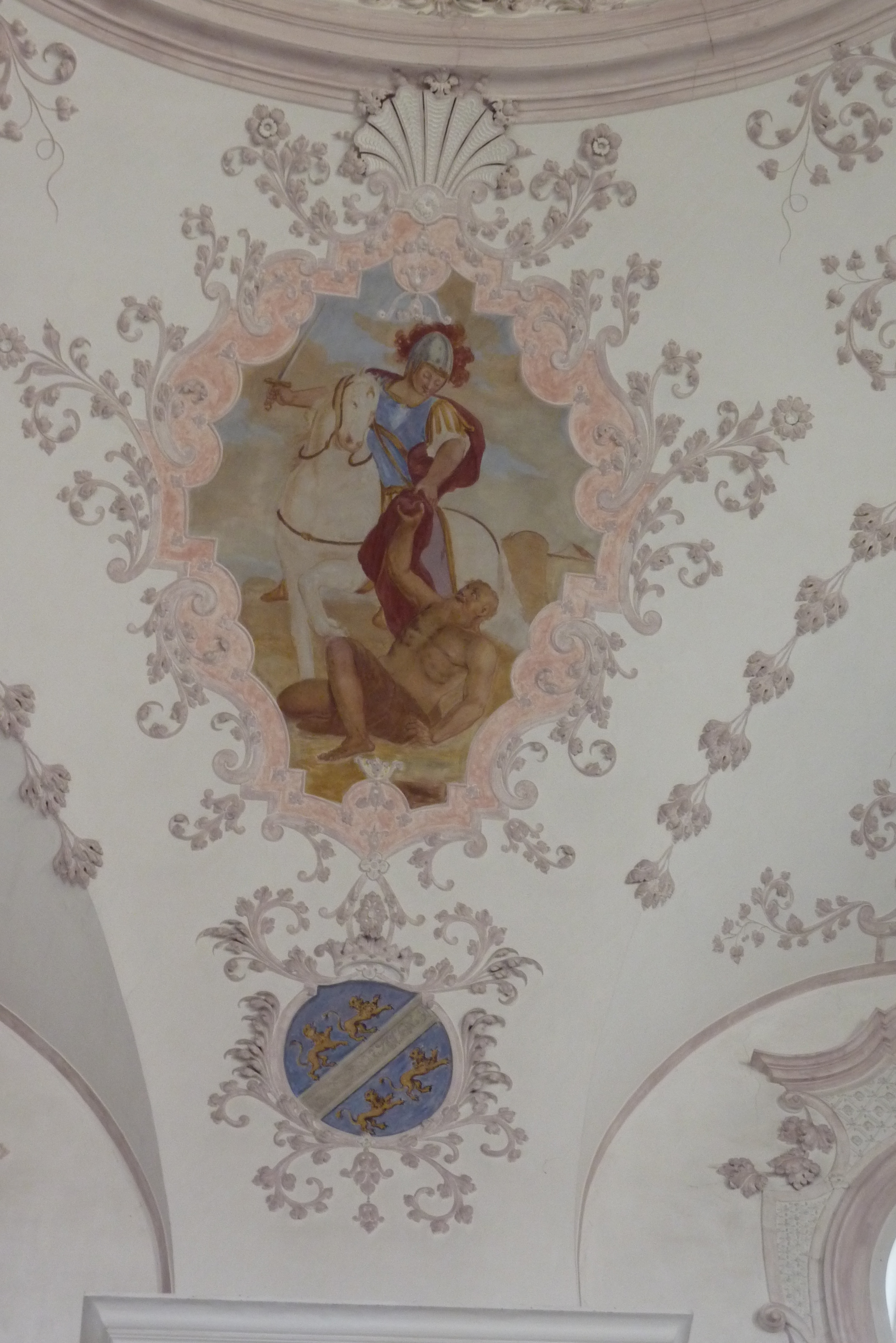
Heiliger Martin
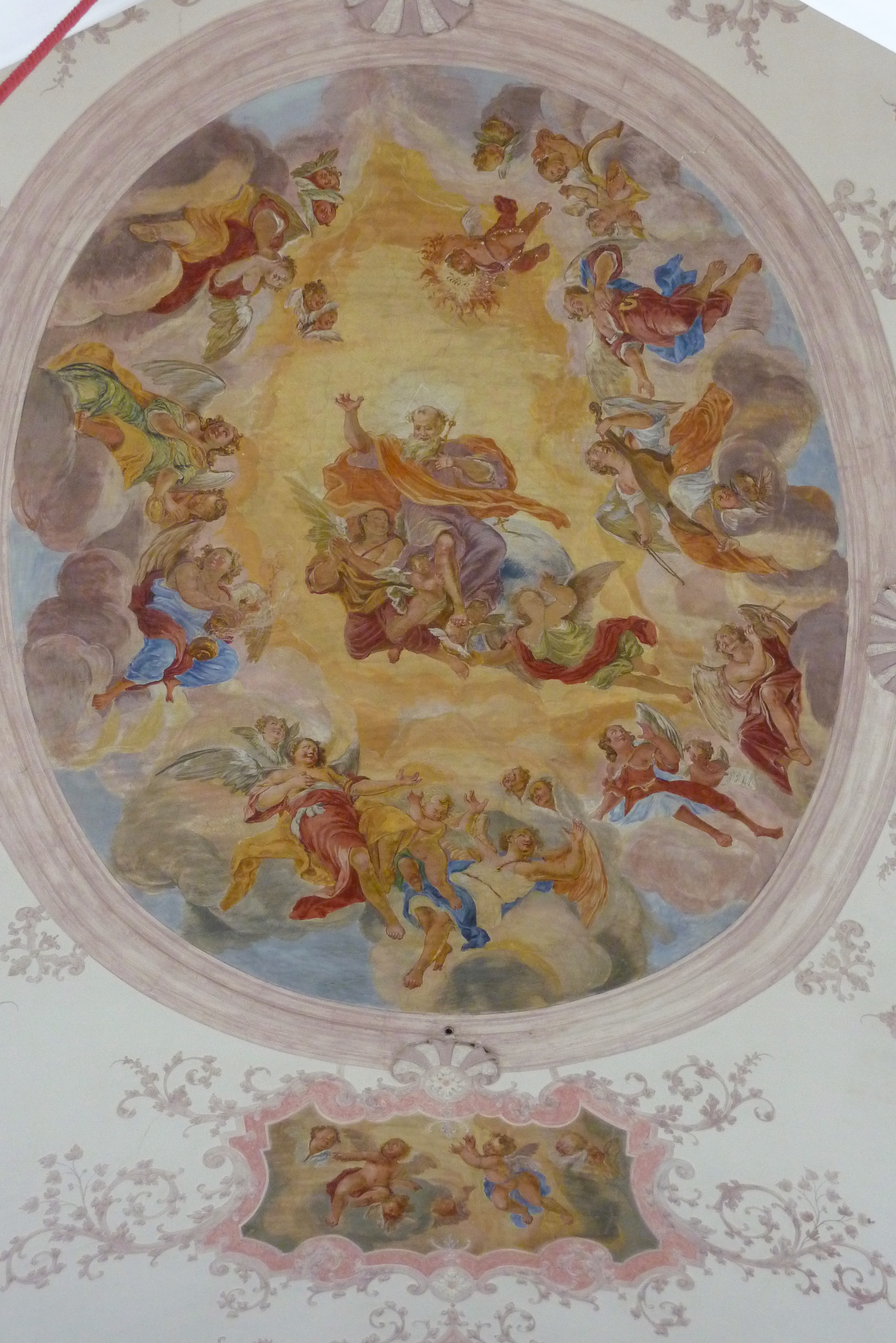
Kuppelfresko
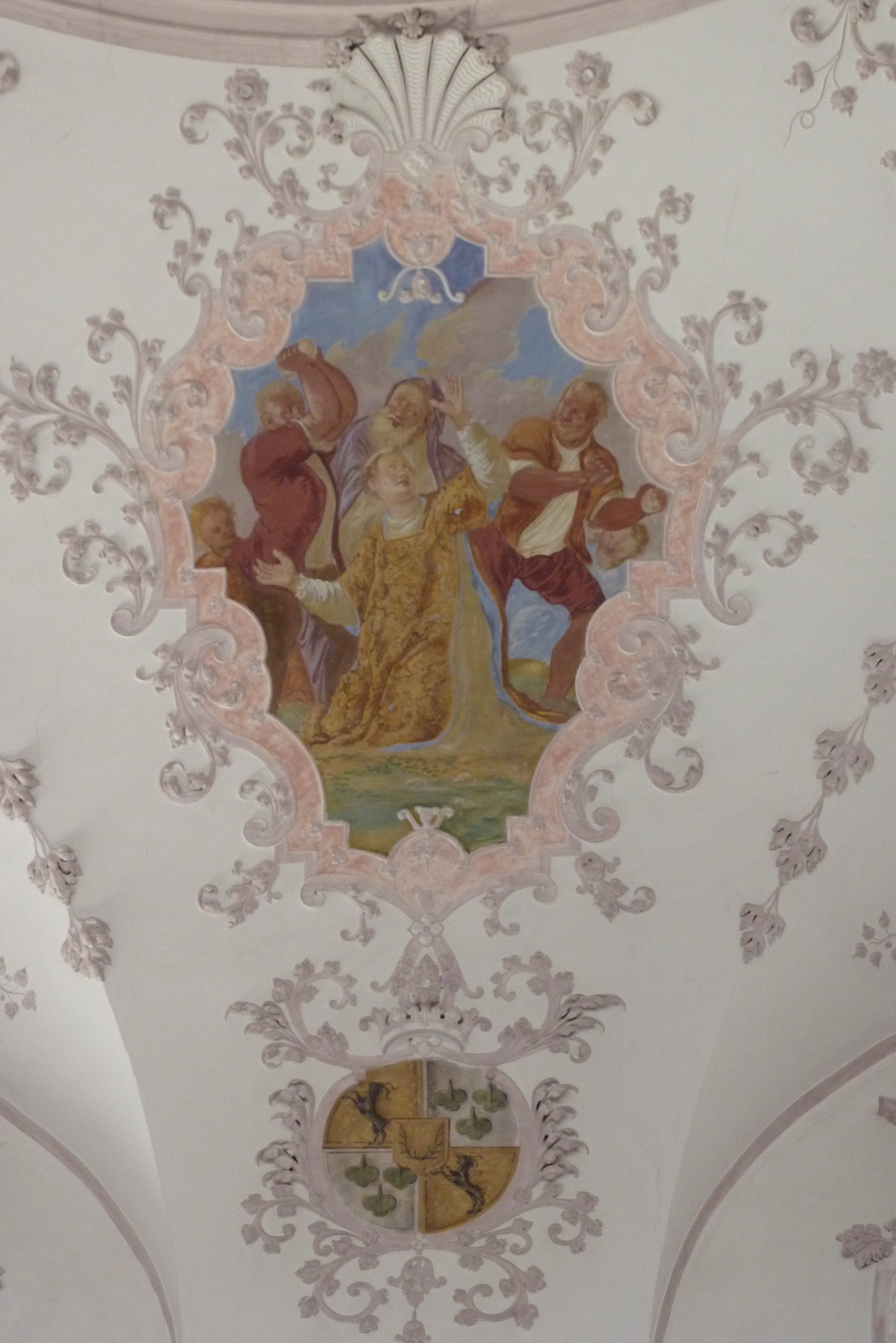
Steinigung des heiligen Stephanus

## Ausstattung

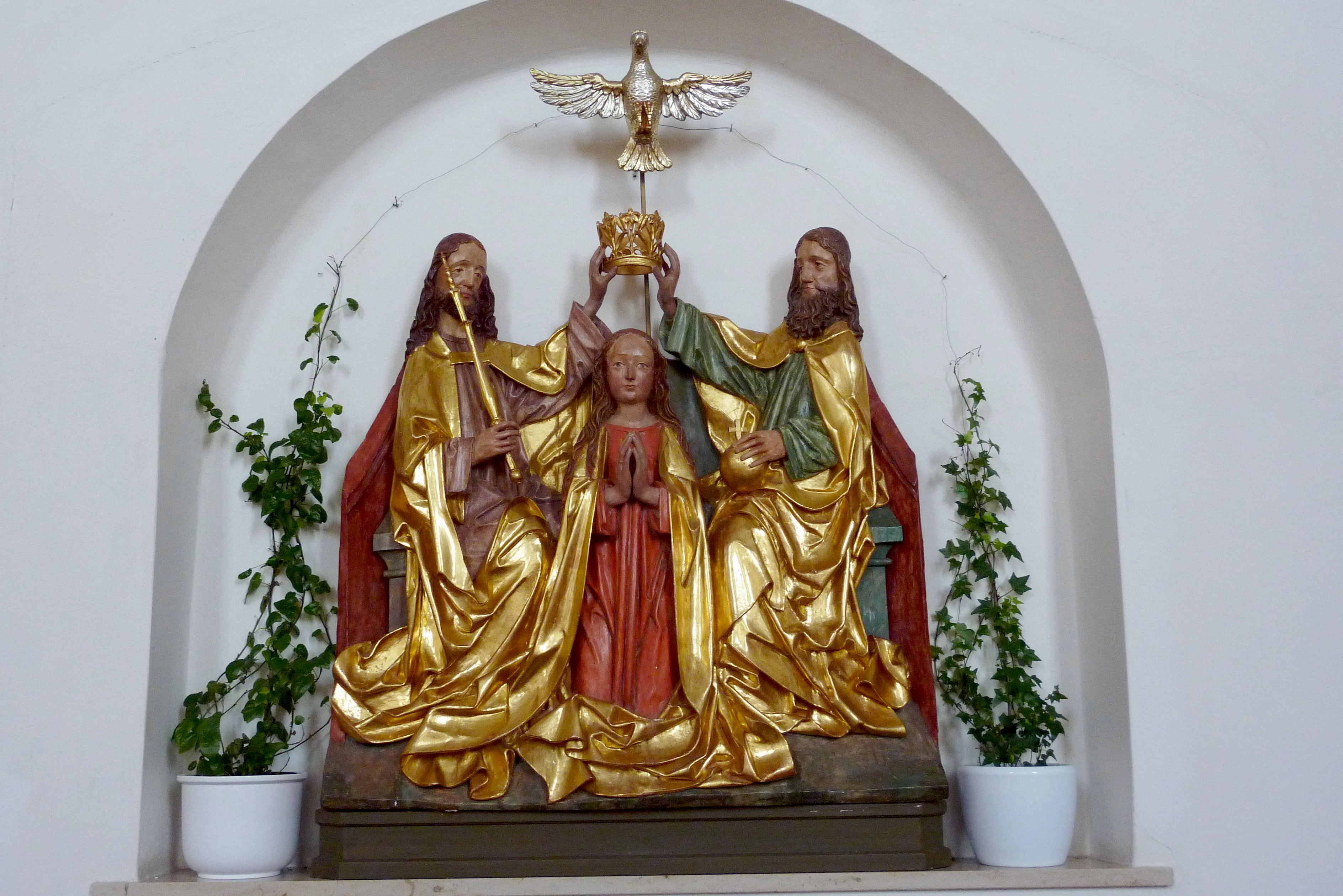
Marienkrönung, um 1500

- In der Kirche befindet sich heute die Skulptur des heiligen Sylvester, die ehemals in der St. Sylvesterkapelle stand und Ziel der Wallfahrt war. Sie wird um 1470 datiert.
- Ein spätgotisches Halbrelief, das die Krönung Mariens darstellt, ist um 1500 entstanden.
- Ebenfalls aus der Zeit um 1500 stammt das Kreuz im Viernageltypus. * Die barocken Apostelfiguren gehen auf die Entstehungszeit der Kirche zurück.
- Die Kanzel wurde 1748 von Johann Pflaum geschaffen.

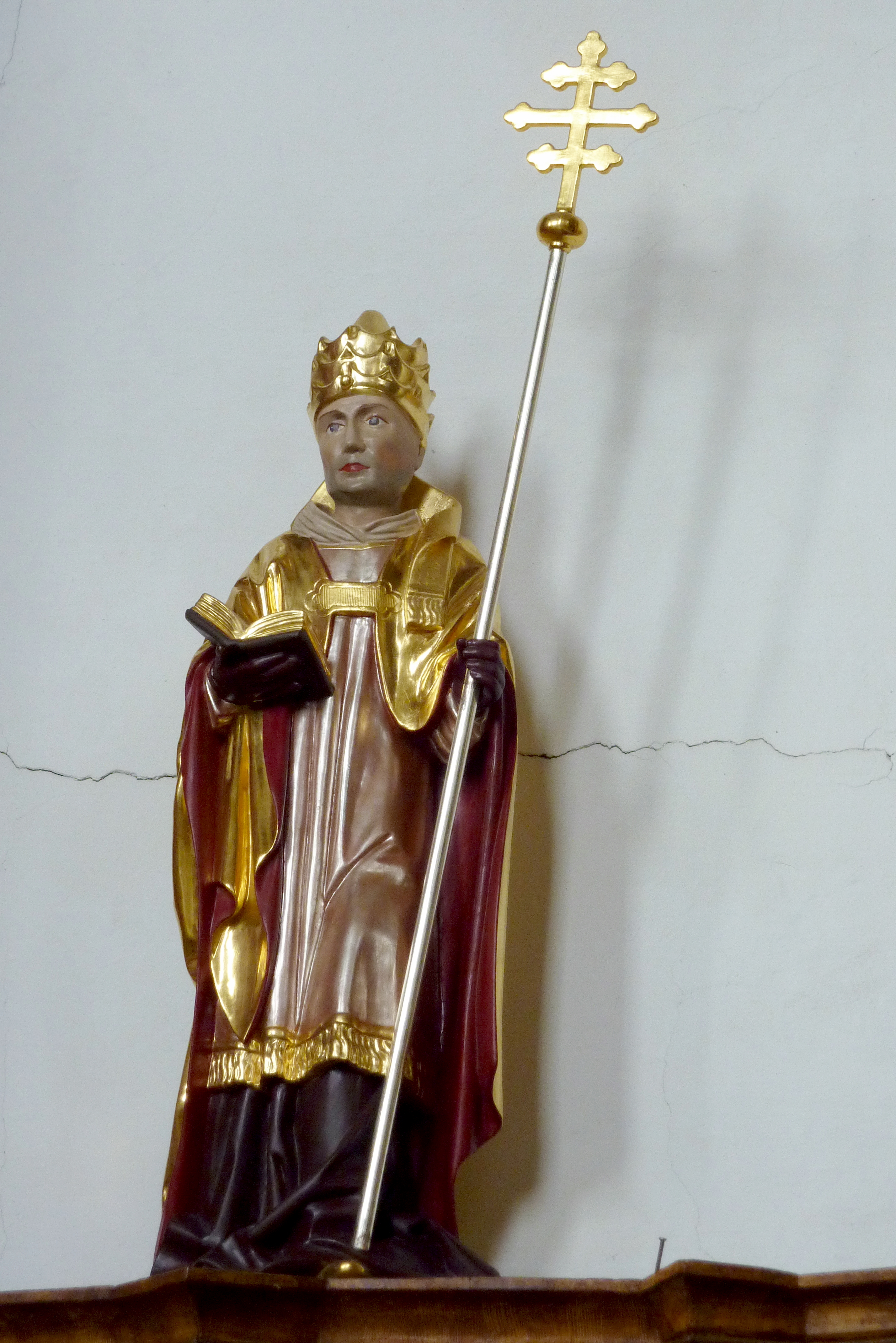
Papst Sylvester
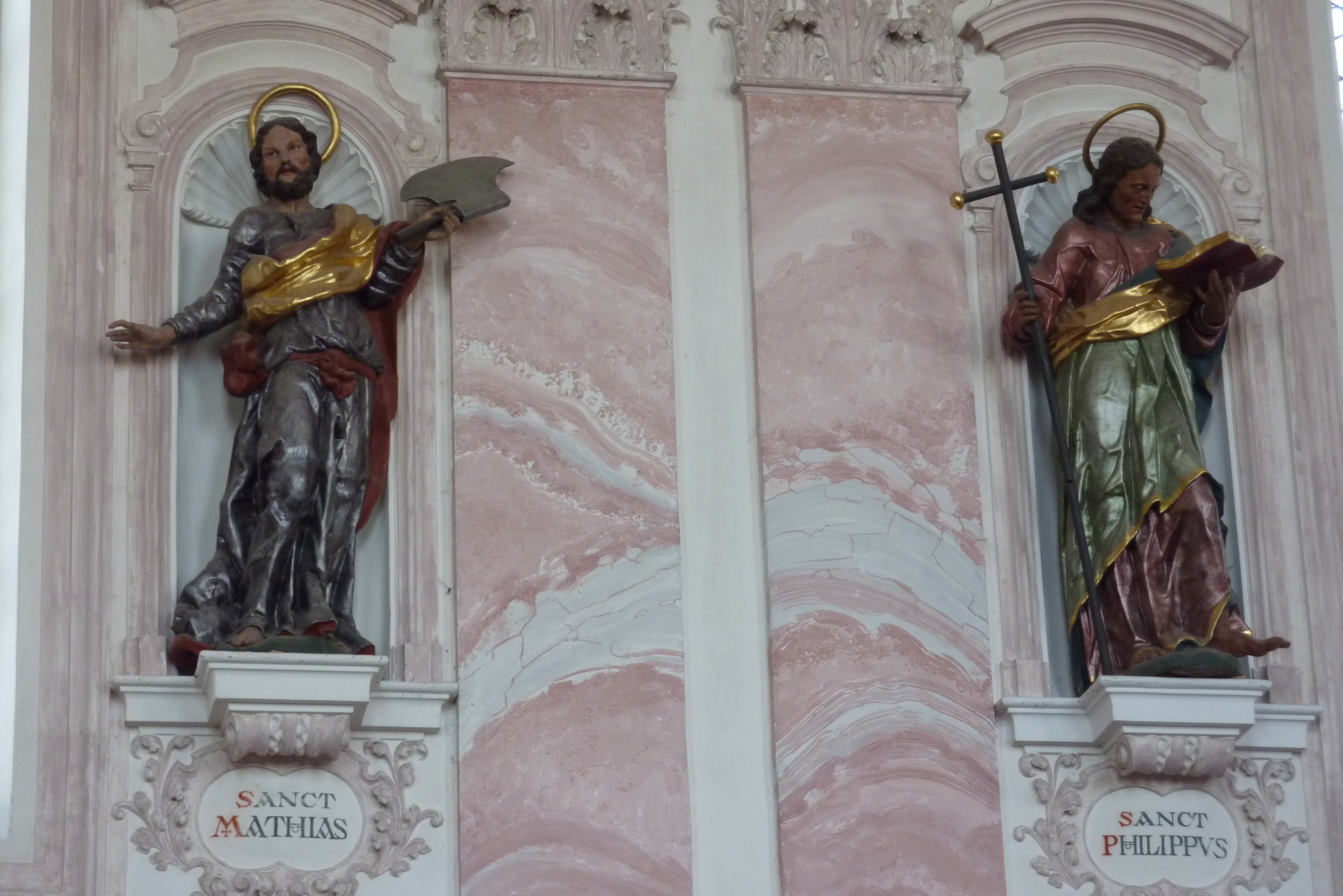
Apostel
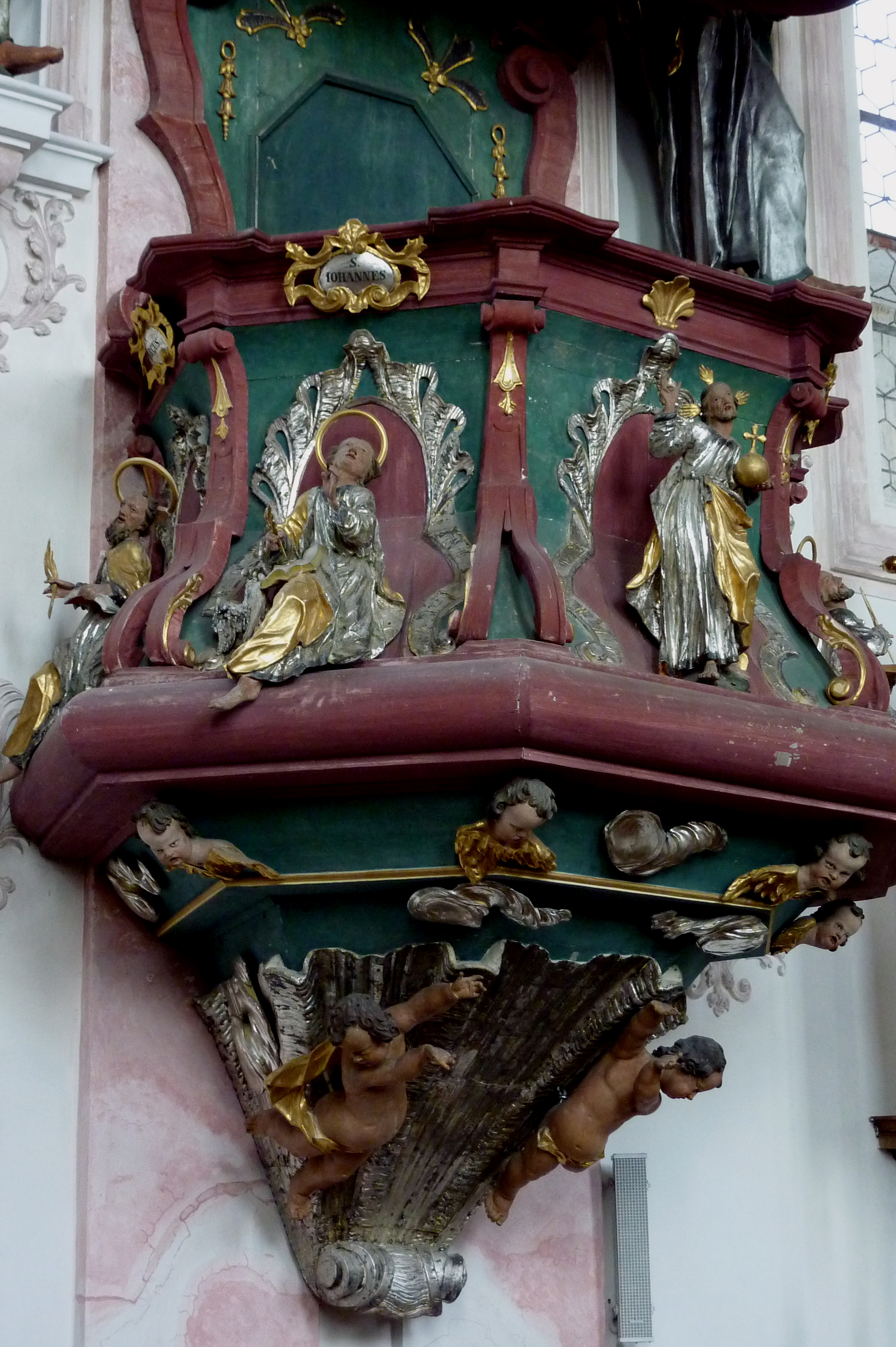
Kanzelkorb